# Káta nemzetség
A fejedelmi törzshöz tartozó Káta nemzetség, az első foglalás jogán  a Zagyva folyótól a Tápió folyóig terjedő hatalmas terület foglalt le.
E területen később öt község alakult ki: Szentmárton-Káta, Szenttamás-Káta, Egres-Káta, Szentlőrinc-Káta és Cseke-Káta.
A nemzetség őséről, első időszakáról pontos adatok nem maradtak fenn. A nemzetség ősi birtokai a Pest megyei Káta, a szabolcsi Zámmonostora és a bihari Ősi voltak, melyekre a 14. századból fennmaradt adatok szerint több ág is jogot formált.
A nemzetség egyes tagjairól, akik még a nemzetség ősi fészkében éltek maradt fenn némi adat az 1200-as évek elejéről:
- Absolon 1219-ben élt. A Váradi regestrumból ismerjük nevét; Tolna nevű (Kalna, Káva?), ma ismeretlen faluban lakott, s a zempléni várjobbágyok ellen pereskedik.
- Farkas - egyik szolgáját a szolnokmegyei nemesek vádolják lopással (Káta ekkor Szolnokmegyével volt határos).
- Demeter ispán: 1226 előtt a király a küszini (később Németújvár) monostort, hogy ott várat építsen, de mivel a monostor tulajdonosát a pannonhalmi apátságot senki sem kárpótolta, sokáig perben álltak egymással.
- I. István ismeretlen nevű neje, aki 1234-ig a Szatmár melletti Gelénes birtokosa volt, azonban Kaplyon Péter üldözései miatt kénytelen volt a királynak átadni Gelényest, helyette a Szilágy megyei Tasnádtól nyugatra eső Szilvás helységet kapta.
- 1259-ben Pest megyében élt Gyula pereskedik Kartal I. Péter ellenében. A perben megszerzett birtokot, azonban a margitszigeti apácáknak adja.

Pest megyében élt még a nemzetségből Bertalan 1288-ban, és II. István is 1270-ben.
A Káta nemzetség tagjai még a tatárjárás előtti években telepedtek le Szatmár vármegyében is, ahol a nemzetség egyik ága a Kaplon nemzetség területének szomszédságában, Gelyénes-en szerzett birtokokat, azonban a hatalmas szomszédság miatt nem sokáig volt maradása. 
A Káta nemzetségbeli I. István neje a Kaplyon nemzetségbeli Péter üldözései miatt 1234-ben birtokait kénytelen volt átadni a királynak.

## Nevezetesebb személyei
- Káthay Jakab - egri püspök (1439)
- Csáholyi Ferenc -csanádi püspök (1522)
- Kátay Mihály - kállói kapitány

## A nemzetség ősi címere
- Vörös pajzsban hatküllős arany kerék, sisakdísz: pajzsalak, takaró: vörös-arany.

A nemzetség ágai: 

## Csaholyi ág
A Szatmár vármegyében letelepedett Káta nemzetség másik ága a Csaholyi ág a Kraszna balpartján telepedett le. 
A Csaholyi ág ősi fészke Nyírcsaholy volt, ahol monostort alapított, s e köré csoportosultak az ág birtokai is:
Mátészalka, Jármi, Remeteszeg, Kocsord, és Tunyog.
A Csaholyi ág leszármazotta volt II. Panyit, aki 1235 előtt élt, s két szatmári várjobbágytól vásárolt földet Csengerben, amit azonban 1236-ban vissza kellett adnia.
Fia Ábrahám (1270–71) kapta a Receh és Costatum nevű földeket.
Panyit I. János nevű unokája (1322–1352) pedig visszaszerezte az elvesztett Tunyog falut, ezenkívül birtoka volt Csiszér és Palád' is. 
A Csaholyi ág birtokai a Báthoryak szomszédságában, az Ecsedi láp-tól északra és keletre, Csenger és Mátészalka körül feküdtek.

## Lázári ág
A nemzetség Lázári ágának ősi törzsbirtoka a Németi mellett fekvő Lázári volt.
E ág Ugocsa-, Szatmár- és Bereg vármegyékben terjeszkedett.
A Lázári ág őse Rafael comes volt, aki 1216 táján élt.  Rafael comes Lázári, Sár, Bábony és Homok falvak birtokosa volt. Két fia: Tamás és Gábor voltak.
Tamás fia II. Rafael, aki 1261 körül élt lett a Vasváry család őse. Gábor fiai közül az 1265–99 között élt Tamástól a Lázáry család származik. Másik (1284–98) között élt fiának gyermekei közül Gábor(1310–1323), tőle származott a Surányi család, míg István és Tamás a Csernavoday család őse lett.

## Ősi ág
A nemzetség egyik tagja Várad-Ősiben lakott, róla nevezték el az ágat.
Az ág legrégibb ismert őse I. István.
István két fia volt:
- I. János (1340–1343) - nógrádi Főesperes
- Lőrinc (1340–1343), akinek fiai voltak: László (1343), II. István, Miklós, II. János és Péter.

I. János és Lőrinc 1340-ben szerződésre léptek a Zámmonostori ág ból való III. Gúg-al és a Lázári ág-ból való III. Tamással azért, hogy a Benedekfia István idegen kézre jutott birtokait visszaszerezzék és azokat maguk között 3 egyenlő részre felosszák.
Tervük sikerült is, még 1340-ben visszakapták Várad-Ősi és Malomszeg falva felét, majd e két faluból I. Jánosé és Lőrincé lett a harmadrész.
A felosztáskor megemlítették, hogy Lőrinc udvarháza a Hévjó (Pece) folyótól nem messze Ősiben állt.
1343-ban I. János és Lőrinc III. Gúg-al együtt visszanyerték Zámmonostora felét is, míg a másik felét a Debreceni család kezében hagyták, és Lőrinc fiaiért szavatosságot vállalt.

## Zámmonostori ág
A Zámmonostori ág volt a Debrecentől nyugatra, Nagyiván mellé esett a zámi Szent Kereszt tiszteletére szentelt monostor kegyura.
Ez ágból ismertek voltak: Benedek és Gúg.
- Benedek de Zaam (1271) - idős korában az egri egyház birtokairól és szabadalmairól tanúskodott.

- Fia István volt, aki 1324 előtt utód nélkül halt meg. A Nagyvárad közelében fekvő Ősiben lakott. Halála után birtokai a Zámmonostori-, Ősi- és Lázári ágakra szálltak.
- I. Gúg -

fiai: 
- Mihály, - fia Pál volt (1297)
- II. Gúg (1297) - fia III. Gúg (1340–1343). Neki négy fia volt: Illés (1343), András, Péter és Mihály. 
- Egyed (1297) - fia: Györk (1343), Györk fia pedig Márton volt.
1297-ben I. Gúg fiai, és Mihály fiától származó unokája: Pál eladták Zámmonostori birtokukat Debreceni Dózsának. Bár a szomszédok beleegyezését kikérték, de a Káta nemzetség többi tagjáét nem. 1343-ban ezt felhasználva III. Gúg az Ősi ággal szerződésre lépve együtt indítottak pert Dózsa fiai ellen. A sikeres per értelmében Dózsa fiai jobbnak látták, ha egyezségre lépnek és átengedik Gúgnak és az Ősi ágnak Zámmonostora felét a monostor kegyuraságának felével együtt, maguknak a déli felét megtartva.
- III. Gúg (II. Gúg fia) ekkor Kátán lakott, mert a hatvani konvent megbízólevelével jelent meg. Ő tehát Kátay Gúg volt, aki a külső-szolnokmegyei Hatzok határjárására volt királyi embernek kijelölve.
III. Gúg 1340-ben megkapta még a Nagyvárad mellé eső Malomszeg és Ősi nevű falvak harmadát is, és ekkor szavatosságot vállalt arra is, hogy a Debreceni családot Zámmonostora felében fiai, unokatestvére Györk, és annak fiai ellenében megvédi.